# Дача Роггенхагена
Дача Роггенхагена — деревянная дача в Ушково на территории бывшего посёлка «Каунис и Тойвола», памятник архитектуры начала XX века.
Предположительно, владельцем дома был священник Вячеслав Константинович Роггенгаген. Вместе с супругой Ниной Германовной (урождённой Лаубе) он воспитывал четверых детей — Ксению, Лию, Иоанна и Бориса. Акционерное общество «Каунис и Тойвола» основал архитектор Владимир Орловский, который в период строительства железной дороги между Санкт-Петербургом и Хельсинки выкупил значительные земли у Тюрисевя и разделил их на участки под строительство дач. Дачу Роггенхагена спроектировал архитектор Георгий Лукомский, строительство было закончено около 1915 года.
После окончания Второй Мировой войны в Ушково открыли детский туберкулёзный санаторий «Жемчужина», дачу Роггенхагена стали использовать как спальный корпус № 1. К середине 1940-х износ строения оценивали в 36 %, в 1946—1948 годах по проекту А. И. Гегелло дачу отреставрировали.
Здание эксплуатировали до 1990-х, затем закрыли как аварийное. Без ремонта и консервации оно продолжало стремительно ветшать.
В 2014 году правительство Петербурга объявило, что дачу законсервируют, а затем включат в состав второй очереди реконструкции санатория.